# Batiéné
Batiéné, également orthographié Batiéni, est une commune rurale située dans le département de Founzan de la province de Tuy dans la région des Hauts-Bassins au Burkina Faso.

## Géographie
Batiéné se trouve à 8 km au sud-est de Kovio.

## Santé et éducation
Le centre de soins le plus proche de Batiéné est le centre de santé et de promotion sociale (CSPS) de Nahi.